# Mühlberg (Brandeburgo)
Mühlberg es una ciudad en el distrito de Elba-Elster, Brandeburgo (en alemán Brandenburg) (Alemania). Se encuentra emplazado en el suroeste de Brandeburgo a medio camino entre Riesa en el sur y Torgau al norte, a orillas del río Elba y a 80 km de Leipzig.

## Historia
El lugar aparece mencionado por primera vez en 1230. La ciudad fue fundada en un valle, en una isla de arena junto a un vado y el castillo. Durante la batalla de Mühlberg el 24 de abril de 1547 junto al castillo, la liga de Esmalcalda (en alemán: Schmalkaldischer Bund) fue derrotada por las tropas del emperador Carlos V. 
Se han encontrado 600 asentamientos de pueblos eslavos. Durante la Segunda Guerra Mundial los prisioneros de guerra del campo Stalag IV-B operaban en las inmediaciones.

## Distritos
- Altenau
- Brottewitz
- Fichtenberg
- Koßdorf
- Martinskirchen